# Obrąb (Wyszków)
Pour les articles homonymes, voir Obrąb.
Obrąb (prononciation : [ˈɔbrɔmp]) est un village polonais de la gmina de Zabrodzie dans le powiat de Wyszków de la voïvodie de Mazovie dans le centre-est de la Pologne.
Il se situe à environ 6 kilomètres à l'est de Zabrodzie (siège de la gmina), 11 kilomètres au sud de Wyszków (siège du powiat) et à 47 kilomètres au nord-est de Varsovie (capitale de la Pologne).
Le village possède une population d'environ 50 habitants.

## Histoire
De 1975 à 1998, le village faisait partie du territoire de la voïvodie d'Ostrołęka.

Depuis 1999, Obrąb est situé dans la voïvodie de Mazovie.